# Erodiade
Erodiade (Gerusalemme, 15 a.C. – Lugdunum, dopo il 39) fu una principessa ebraica di cui si accenna nei Vangeli.

## Biografia

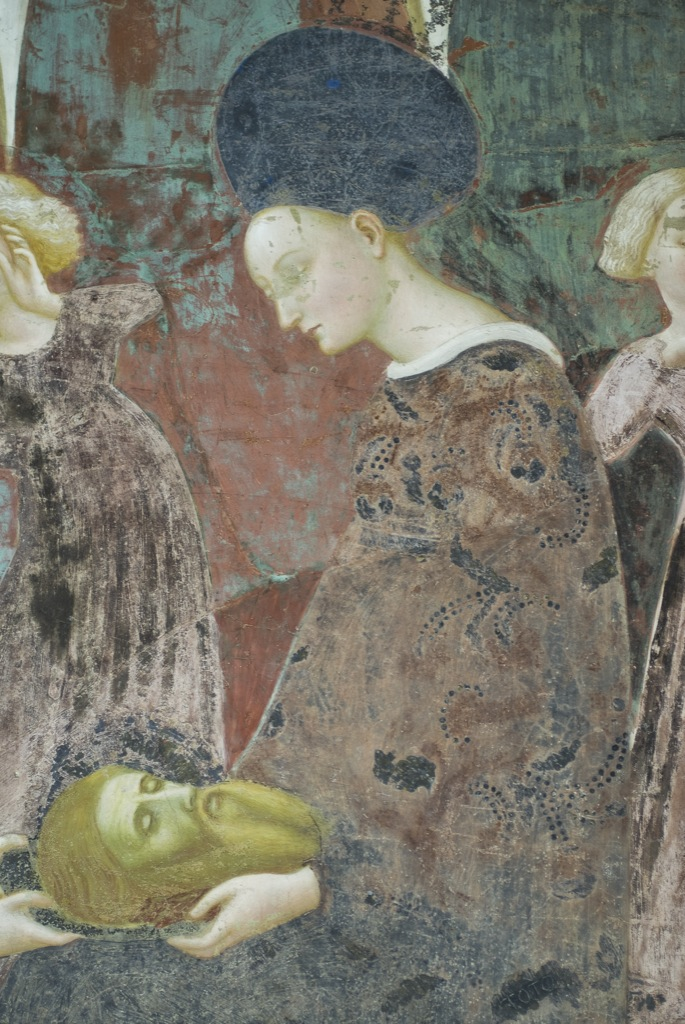
Erodiade affrescata da Masolino da Panicale nel Battistero di Castiglione Olona, 1435.

Figlia di Aristobulo IV (figlio di Erode il Grande e Mariamne I) e Berenice. 
Dapprima fu sposa dello zio Erode Filippo (figlio della terza moglie di Erode il Grande), che conobbe a Roma, da cui ebbe una figlia, Salomè; dopo la morte di questo tetrarca sposò l'altro figlio di Erode il Grande, cioè Erode Antipa, tetrarca di Galilea.
La loro relazione scatenò gli strali del profeta Giovanni Battista, che Erode Antipa fece mettere in prigione nella fortezza di Macheronte senza però osare ucciderlo per timore di sollevazioni popolari. Secondo quanto riportato nel Vangelo di Matteo, fu Erodiade che chiese alla giovane Salomè di pretendere in dono da Erode la testa di Giovanni Battista dopo aver ballato per lo zio durante il suo banchetto.
Nel 39 Caligola nominò re  Erode Agrippa I, fratello di Erodiade, al quale venne assegnata la tetrarchia comprendente i territori di Gaulanitide, Traconitide, Batanea, Auranitide e Iturea, con la regione di Abilene, precedentemente governata da Lisania. Erodiade convinse il marito a recarsi a Roma per chiedere anch'egli all'imperatore il titolo regale. Agrippa però inviò a Caligola delle lettere di accusa contro Antipa, al quale allora Caligola tolse la tetrarchia di Galilea e Perea a beneficio dello stesso Agrippa.
Erode Antipa fu esiliato a Lugdunum, attuale Lione, in Gallia. Caligola graziò Erodiade per essere sorella di Agrippa, ed essa seguì il marito, che fu assassinato a tradimento per ordine di un generale romano. Non si sa se Erodiade condivise la sua sorte o gli sopravvisse.

## Nella cultura di massa
- Erodiade, tragedia di Silvio Pellico (1832)
- Erodiade, racconto di Gustave Flaubert (1877), contenuto in Tre racconti.
- Hérodiade, opera lirica di Jules Massenet (1881)
- Erodiade, dipinto di Jean-Jacques Henner (1887)
- Hérodiade, balletto di Paul Hindemith (1944)
- Salomè, opera teatrale di Oscar Wilde (1891)[4]
- Salomè, opera lirica di Richard Strauss (1902-1905)[5]
- La notte di San Giovanni, canzone di Vinicio Capossela (2016), contenuta nell'album Canzoni della Cupa.